# Каирский троллейбус
Каирский троллейбус — троллейбусная система в городе Каир (Египет), действовавшая с 1950 по 1981 годы.

## История
До начала 1950-х годов в Каире на городских маршрутах использовались лишь трамваи и автобусы. В 1950-м году благодаря Бельгийской компании Tramways du Caira S.A. в столице Египта было организовано троллейбусное движение. Изначально длина открывшейся линии составляла всего 1 километр. Однако впоследствии сеть была значительно увеличена.

## Подвижной состав
Первыми машинами, обслуживающими систему были французские Vetra серии TF. В начале 1960-х годов город пополнился 120 новыми бордовыми троллейбусами Casaro Tubocar F45 на шасси Alfa Romeo. Позже было закуплено 40 троллейбусов Tubocar на шасси Lancia Esatau 116.

## Маршруты
Троллейбусная сеть Каира представляла собой треугольник от левого берега Нила между Гизой и мостом Zamalek. Количество маршрутов в период максимального развития троллейбусной сети достигало 10. Минимальная протяженность маршрута составляла 5,9 километров, максимальная достигала 12. Общая длина контактной сети составляла около 27 километров (1973 год).

## Закрытие системы
В 1970-х годах в Каире наблюдался феноменальный рост количества автомобилей. Хаотичное движение транспорта, большое количество дешёвых такси и повозок с верблюдами и ишаками затрудняли движение и маневренность троллейбусов. К концу 1970-х годов троллейбус перестал приносить руководству города прибыль, Каир заполонили маршрутки. Окончательно движение было закрыто 22 октября 1981 года.